# (10356) Rudolfsteiner
(10356) Rudolfsteiner (1993 RQ4) – planetoida z pasa głównego asteroid okrążająca Słońce w ciągu 4,42 lat w średniej odległości 2,69 j.a. Odkryta 15 września 1993 roku.